# Los Ocotes, Silao de la Victoria
Los Ocotes är en ort i Mexiko.   Den ligger i kommunen Silao de la Victoria och delstaten Guanajuato, i den centrala delen av landet, 300 km nordväst om huvudstaden Mexico City. Los Ocotes ligger 1 888 meter över havet och antalet invånare är 110.
Terrängen runt Los Ocotes är platt åt sydväst, men åt nordost är den kuperad. Runt Los Ocotes är det tätbefolkat, med 442 invånare per kvadratkilometer. Närmaste större samhälle är Silao, 15,0 km söder om Los Ocotes. Trakten runt Los Ocotes består till största delen av jordbruksmark.